# Шатилов, Тарас Абрамович
Тарас Абрамович Шатилов (1680 — после 1741) — генерал-майор Русской императорской армии, Нарвский комендант.
Родился в 1680 году. Успев ещё при российской императоре Петре Великом обратить на себя внимание своей храбростью, он уже тогда стал быстро повышаться в чинах. Но с прекращением войны со Швецией и со смертью Петра Первого приостановилась и военная карьера Шатилова. Только после десятилетней службы в чине подполковника, он был произведен, 24 февраля 1730 года, в полковники. 
Уволенный в 1735 году в отставку с чином бригадира, он, 19 февраля 1736 года, был назначен советником цальмейстерской экспедиции Военной Коллегии, а вскоре после того и комендантом Нарвы. В этой должности он оставался до 3 марта 1741 года, когда был окончательно уволен от военной службы с производством в генерал-майоры. После отставки был помещиком в Псковской губернии.